# Ulf Segerstråle

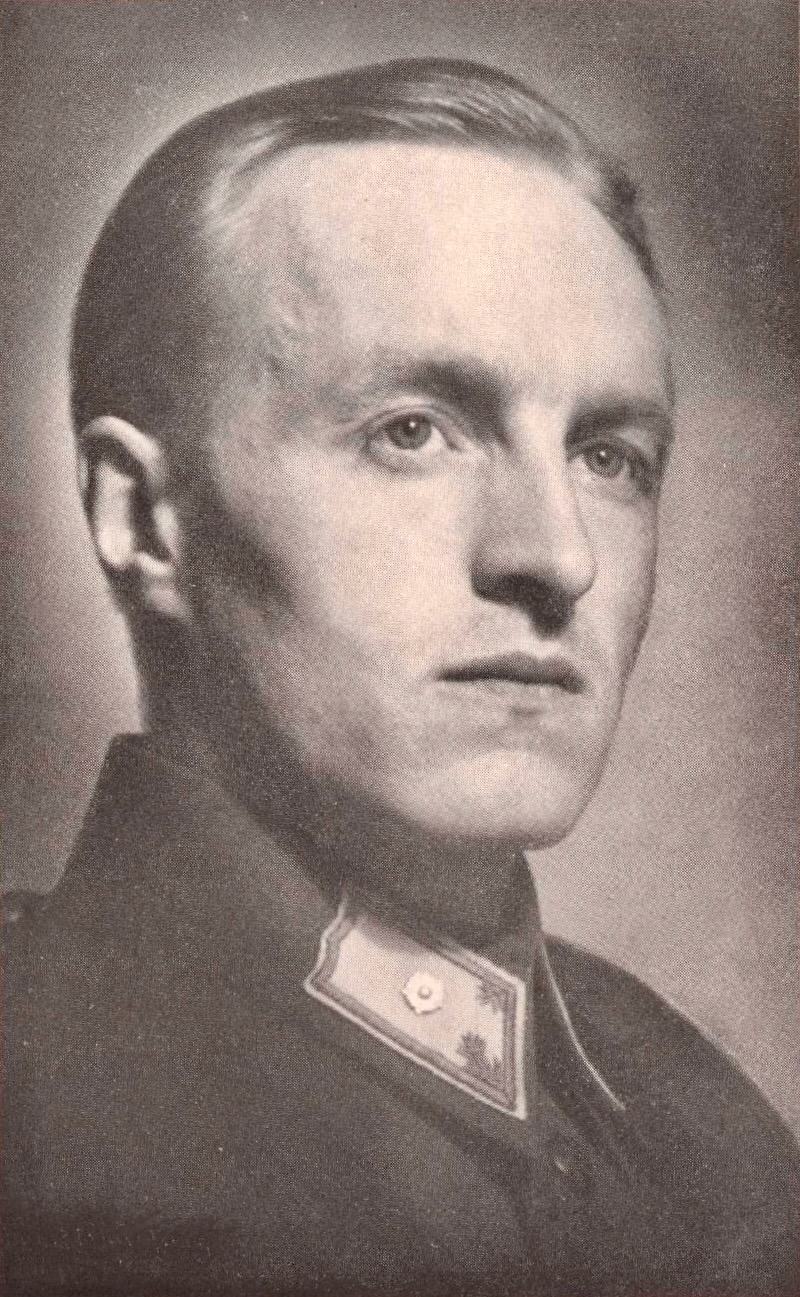
Ulf Segerstråle (1916-1944)

Ulf Segerstråle, född 10 september 1916 i Helsingfors, död 1944 i Aunus, var en finländsk löjtnant, målare och tecknare.

## Biografi
Segerstråle påbörjade sina konststudier vid Konsthögskolan i Stockholm 1939 men avbröt studierna för att anmäla sig som frivillig i det finländska vinterkriget. Efter freden 1940 återupptog han sina konststudier i Helsingfors fram till det nya kriget mot Ryssland bröt ut 1941. Han deltog i flera hårda strider och utnämndes till löjtnant och chef för en jägarpluton på Karelska näset 1941. Han tjänstgjorde även som upplysnings- och idrottsofficer och stupade slutligen i de återuppblossade striderna 1944. För Finlands Nationalmuseum utförde han 1943 tillsammans med två kamrater mer än 400 bilder i tusch, blyerts, krita eller akvarell av karelska folktyper, byggnader, redskap och miljöer varav en del visades på en utställning av militära fritidsarbeten på Ateneum i Helsingfors 1943.   
Ulf Segerstråles kropp blev kvar på slagfältet, men hans gravsten finns i Borgå, Nyland, Finland där han jordfästes in absentia.

## Familj
Segerstråle var son till målaren och grafikern Lennart Segerstråle och Marie-Louise Colliander.